# Cyneucharis
Cyneucharis is een geslacht van vliesvleugeligen uit de familie Eucharitidae. De wetenschappelijke naam van dit geslacht is voor het eerst geldig gepubliceerd in 2002 door Heraty.

## Soorten
Het geslacht Cyneucharis is monotypisch en omvat slechts de volgende soort:
- Cyneucharis gladiator Heraty, 2002